# Good Will Hunting
Good Will Hunting – Der gute Will Hunting (Originaltitel: Good Will Hunting) ist ein US-amerikanisches Filmdrama aus dem Jahr 1997 von Gus Van Sant. Die Hauptrolle spielt Matt Damon, der zusammen mit Ben Affleck auch das Drehbuch schrieb.

## Handlung
Der 20-jährige Will Hunting bewohnt in einer heruntergekommenen Gegend in South Boston eine nur spärlich möblierte Wohnung. Er und seine Freunde Chuckie, Billy und Morgan verbringen ihre Freizeit mit Baseballspielen und anschließenden Trinkgelagen in Bars. Zudem prügeln sie sich gerne. Will kann bereits einige Vorstrafen vorweisen, die von Körperverletzung bis zu Autodiebstahl reichen. Sein Geld verdient er mit diversen Hilfsarbeiter-Tätigkeiten. Derzeit arbeitet er als Reinigungskraft an dem renommierten Massachusetts Institute of Technology in Cambridge, wo er die Flure reinigt. Als er dort komplizierte, für Studenten gedachte, an eine Tafel geschriebene mathematische Aufgaben mühelos löst, entdeckt Mathematik-Professor Gerald Lambeau das bislang unbekannte mathematische Genie in ihm.
Nachdem Will zum wiederholten Male eine Prügelei angezettelt und diesmal sogar einen Polizisten geschlagen hat, kommt er vor Gericht und wird aufgrund seines Vorstrafenregisters zu einer Gefängnisstrafe verurteilt. Professor Lambeau trifft mit dem Richter die Vereinbarung, Will unter Beobachtung von Lambeau aus dem Gefängnis zu entlassen, sofern er sich an zwei Bedingungen hält: Er muss sich einmal pro Woche mit dem Professor treffen und sich in therapeutische Behandlung begeben. Als Will bereits den fünften Therapeuten dazu gebracht hat, die Zusammenarbeit mit ihm aufzugeben, sieht Lambeau die letzte Chance in dem Psychologen Sean Maguire vom Bunker Hill Community College in Charlestown. Maguire, den er noch aus seiner Studienzeit kennt, stammt aus dem gleichen Arbeiterviertel von Boston wie Will. Er findet nach und nach Zugang zu Will und bringt ihn dazu, sich Herausforderungen zu stellen, statt ihnen auszuweichen. Sean spricht die Sprache, die Will versteht. Er gibt Dinge aus seinem Leben preis, offenbart sich immer auch ein Stück weit selbst, verhält sich zunehmend als väterlicher Freund. Beide tauchen in ihre Lebensgeschichten ein und geben ihre Verwundungen zu erkennen. Will wurde als Waise vom Stiefvater misshandelt. Sean wurde ebenfalls vom Vater misshandelt und ist Witwer, da seine Frau an Krebs starb.
In einer Bar trifft Will die Studentin Skylar, die ihm ihre Telefonnummer gibt. Es kommt zu einem Treffen und die beiden verlieben sich ineinander.
Lambeau hat vor, Will möglichst bald eine lukrative Stellung in Forschung oder Industrie zu vermitteln, die seinen Fähigkeiten entspricht. Will ist jedoch nicht bereit, das vertraute Hilfsarbeiterleben mit seinem Kumpel Chuckie gegen ein bürgerliches Dasein einzutauschen. Professor Lambeau kann das nicht verstehen und der Kontakt zwischen den beiden bricht ab. Von Skylar trennt sich Will mit der Behauptung, er liebe sie nicht.
Maguire erfährt aus den Gerichtsakten, dass Will in Pflegefamilien aufgewachsen ist und dort körperlich schwer misshandelt wurde. Maguire selbst wurde als Kind von seinem alkoholkranken Vater geprügelt und musste daher ähnliche Erfahrungen machen wie Will. Als er in einer der nächsten Sitzungen Will damit konfrontiert und ihm wiederholt eindringlich sagt, er trage daran keinerlei Schuld („Du kannst nichts dafür. Du kannst nichts dafür. Du kannst nichts dafür.“), bricht der zunächst noch verschlossene Will plötzlich in Tränen aus, fällt Maguire in die Arme und lässt seinem Schmerz zum ersten Mal freien Lauf.
Den entscheidenden Impuls, sein Leben zu ändern, bekommt Will allerdings von seinem besten Freund Chuckie, als dieser ihn dafür zur Rede stellt, dass Will aus seinen Fähigkeiten nichts macht. Chuckie sagt, ihn würde es am glücklichsten machen, wenn Will eines Tages einfach verschwunden wäre, ohne Abschied, um Größeres anzugehen.
Die Auseinandersetzung mit Will ändert auch Maguires Leben: Nach dem Tod seiner geliebten Frau hatte er sich Neuem gegenüber ähnlich verschlossen gezeigt wie Will, nun aber entschließt er sich zu einer Weltreise.
Der Film endet damit, dass Will Chuckies Wunsch erfüllt, und sich ohne Abschied in seinem alten PKW nach Kalifornien aufmacht, um Skylar zu folgen, die dort Medizin studiert. Von Maguire verabschiedet er sich mit einem Zettel: „Ich muss mich um ein Mädchen kümmern.“ Dieselben Worte hatte Maguire einst benutzt, als er Will erzählte, wie er seine Frau kennengelernt und dafür ein entscheidendes Baseballspiel (Spiel 6 der World Series 1975) verpasst hatte.

## Synchronisation
Die deutsche Synchronisation entstand nach einem Dialogbuch von Jörg Hartung unter der Dialogregie von Joachim Tennstedt im Auftrag der Hermes Synchron GmbH in Potsdam.
| Rolle                    | Schauspieler/in       | Deutsche Stimme   |
| ------------------------ | --------------------- | ----------------- |
| Will Hunting             | Matt Damon            | Matthias Hinze    |
| Sean Maguire             | Robin Williams        | Peer Augustinski  |
| Chuckie Sullivan         | Ben Affleck           | Nicolas Böll      |
| Prof. Gerald Lambeau     | Stellan Skarsgård     | Randolf Kronberg  |
| Skylar                   | Minnie Driver         | Martina Treger    |
| Morgan O’Mally           | Casey Affleck         | Simon Jäger       |
| Billy McBride            | Cole Hauser           | Thomas Nero Wolff |
| Clark                    | Scott William Winters | Dietmar Wunder    |
| Dr. Henry Lipkin         | George Plimpton       | Jürgen Thormann   |
| Krystyn                  | Rachel Majorowski     | Diana Borgwardt   |
| Timmy                    | Richard Fitzpatrick   | Eberhard Prüter   |
| Richter George H. Malone | Jimmy Flynn           | Hermann Ebeling   |

## Hintergrund und Sonstiges
- Das Drehbuch entwickelten Matt Damon und Ben Affleck gemeinsam aus einer ursprünglich von Damon für eine Autorenklasse verfassten Kurzgeschichte. Als Damon noch in Harvard studierte, schrieben sie aus seinem 40-seitigen Entwurf ab 1992 ein komplettes Drehbuch über einen Hilfsarbeiter mit Potential zu einem mathematischen Genie.[5]

- Der Titel des Films ist ein Wortspiel: Er bedeutet sowohl „Der gute Will Hunting“ als auch „Jagd nach dem guten Willen“.
- Im Film erwähnt Will beim ersten Treffen mit Sean das Buch A People’s History of the United States von Howard Zinn. Im Jahr 2007 war Matt Damon Sprecher einer Hörbuchfassung des Buches, zudem lebte Damon in seiner Kindheit in Zinns Nachbarschaft.
- Die Rolle der Skylar wurde nach Matt Damons damaliger Freundin Skylar Satenstein benannt. Diese verließ Matt Damon jedoch wegen Metallica-Schlagzeuger Lars Ulrich noch vor Drehbeginn. Damon und Skylar-Darstellerin Minnie Driver wiederum begannen während der Filmproduktion eine Beziehung. Skylar Satenstein und Lars Ulrich heirateten 1997 und ließen sich 2004 wieder scheiden.
- Die im Film genannten Vornamen von Wills angeblichen Brüdern (Marky, Ricky, Danny, Terry, Mikey, Davey, Timmy, Tommy, Joey, Robby, Johnny und Brian) sind die Vornamen von Ben Afflecks Lieblingsregisseuren Marc Rocco, Richard Attenborough, Danny Boyle, Terry Gilliam, Mikael Salomon, David Fincher, Tim Burton, Tom Hanks, Joel Schumacher, Robert Redford, John Woo und Brian De Palma.[6]
- Mathematischer Berater für den Film war Daniel Kleitman, der auch einen Cameo-Auftritt hat.[7]
- Der Abspann endet mit der Zeile: „In Memory of Allen Ginsberg & William S. Burroughs“, beides amerikanische Schriftsteller der Beat Generation.
- Nachdem Robin Williams für seine Rolle in dem Film den Oscar bekommen hatte, schickte er Peer Augustinski, der ihn in der deutschen Fassung synchronisiert hatte, eine kleine Replik der Oscar-Statuette mit der Anmerkung: „Danke, dass Sie mich in Deutschland berühmt gemacht haben“.
- Im Kinofilm Jay und Silent Bob schlagen zurück von 2001 (Regie: Kevin Smith) spielen Ben Affleck und Matt Damon in einer Szene ihre Rollen aus Good Will Hunting und parodieren diesen in der fiktiven Fortsetzung Good Will Hunting II: Hunting Season. Regisseur Gus Van Sant ist als desinteressierter Regisseur der Fortsetzung zu sehen.
- Gerald Lambeau erwähnt Srinivasa Ramanujan und dessen Arbeitsverhältnis zu Godfrey Hardy (Cambridge) als Illustration für Wills Begabung (wobei er Ramanujans Herkunft übertrieben darstellt). Maguire setzt den Mathematiker Theodore Kaczynski dagegen, der als Attentäter bekannt wurde.
- Die im Film gezeigten Mathematikprobleme stammen überwiegend aus der Graphentheorie und der linearen Algebra,[8][9] darunter das tatsächlich keineswegs besonders schwere Problem, alle homöomorph-irreduziblen Bäume (das heißt ohne Knoten mit Grad 2) mit 10 Knoten aufzulisten[10] – wobei der Protagonist nur 8 der 10 Bäume aufzeichnet –, und ein Anzahlproblem von Bäumen, dessen Lösung durch die Cayley-Formel gegeben ist.
- In der Serie Disneys Große Pause wird in der Folge 29 (Hank, das Genie / Original: A Genius Among Us) die sehr ähnliche Geschichte erzählt, in der der Schulhausmeister unbemerkt schwierige Matheaufgaben an der Tafel löst, ohne dass jemand von seiner Begabung weiß.

## Soundtrack
1. Elliott Smith: Between the Bars
2. Jeb Loy Nichols: As the Rain
3. Elliott Smith: Angeles
4. Elliott Smith: No Name #3
5. The Waterboys: Fisherman’s Blues
6. Luscious Jackson: Why Do I Lie?
7. Danny Elfman: Will Hunting (Main Titles)
8. Elliott Smith: Between the Bars
9. Elliott Smith: Say Yes
10. Gerry Rafferty: Baker Street
11. Andru Donalds: Somebody’s Baby
12. The Dandy Warhols: Boys Better
13. Al Green: How Can You Mend a Broken Heart?
14. Elliott Smith: Miss Misery
15. Danny Elfman: Weepy Donuts

## Rezeption

### Kritiken
„Ein überwiegend vom Dialog lebender filmischer Entwicklungsroman, der sich in Großaufnahmen ganz auf die Gesichter der hervorragenden Schauspieler konzentriert. Die darstellerischen Leistungen sowie einige äußerst intensive Momente können aber weder die visuellen Defizite des Films noch seine Handlungsklischees vergessen machen.“

„Es sind vor allem die superben schauspielerischen Leistungen (allen voran Williams in einer ernsthaften Darstellung, die an seine eindringliche Rolle in ‚Der Club der toten Dichter‘ erinnert), die das Psychogramm über manches Drehbuchklischee hinwegheben. […] Daß ‚Good Will Hunting‘ trotz manch naseweiser Dialoge geradezu unwiderstehlich auf sein Publikum wirkt, ist sicherlich der für seine Verhältnisse ausgesprochen konventionellen Regie von Gus Van Sant zu verdanken, der es aber nicht versäumt, sein blendendes Gespür für junge Außenseiter und ein Höchstmaß an Authentizität stets beinahe körperlich spürbar zu machen.“

### Auszeichnungen (Auswahl)
Oscarverleihung 1998
- Bestes Originaldrehbuch (Matt Damon, Ben Affleck)
- Bester Nebendarsteller (Robin Williams)

Nominiert:
- Bester Film (Lawrence Bender)
- Beste Regie (Gus Van Sant)
- Bester Hauptdarsteller (Matt Damon)
- Beste Nebendarstellerin (Minnie Driver)
- Beste Filmmusik (Danny Elfman)
- Bester Filmsong (Elliott Smith für „Miss Misery“)
- Bester Schnitt (Pietro Scalia)

Golden Globe Awards 1998
- Bestes Filmdrehbuch (Matt Damon, Ben Affleck)

Nominiert:
- Bester Film – Drama
- Bester Hauptdarsteller – Drama (Matt Damon)
- Bester Nebendarsteller (Robin Williams)

 Screen Actors Guild Awards 1998
- Bester Nebendarsteller (Robin Williams)

Nominiert:
- Bester Hauptdarsteller (Matt Damon)
- Beste Nebendarstellerin (Minnie Driver)
- Bestes Schauspielensemble (Ben Affleck, Matt Damon, Minnie Driver, Stellan Skarsgård, Robin Williams)

Europäischer Filmpreis 1998
- Beste europäische Leistung im Weltkino für Stellan Skarsgård

Internationale Filmfestspiele Berlin 1998
- Silberner Bär für Herausragende Einzelleistung an Matt Damon als Drehbuchautor und Darsteller

Chlotrudis Awards
Nominiert
- Bestes Originaldrehbuch